# Östra Torp GIF
ÖT Smygehuk (fram till 2010 Östra Torp GIF) är en sportklubb i Smygehamn i Trelleborgs kommun, grundad 1934.
I Östra Torp GIF:s första fotbollsmatch blev det förlust mot Stora Beddinge med 1–3. Klubben är mest känd för att vara Andreas Isakssons moderklubb.
Klubben har också gymnastik, boule, bridge och badminton.
Den 1 januari 2010 bytte föreningen namn och heter numera ÖT Smygehuk.